# سيرتاتش شانلي
سيرتاتش شانلي (بالتركية: Sertaç Şanlı) مواليد 1991 في أدرنة، هو لاعب كرة سلة تركي. بدأ مسيرته الاحترافية في سنة 2008. يلعب مع بشكطاش كلاعب وسط. يبلغ طوله 7 قدم 0 بوصة (2.1 م). لعب مع غلطة سراي لكرة السلة وطرابزون سبور لكرة السلة.

## روابط خارجية
- سيرتاتش شانلي على موقع الاتحاد الدولي لكرة السلة (الإنجليزية)
- سيرتاتش شانلي على موقع الدوري الإسباني لكرة السلة (الإسبانية)
- سيرتاتش شانلي على موقع كرة السلة الأوروبية.كوم (الإنجليزية)
- سيرتاتش شانلي على موقع ريلجم (الإنجليزية)
- سيرتاتش شانلي على موقع بروبوليرز (الإنجليزية)
- سيرتاتش شانلي على موقع سبورتس رفرنس (الإنجليزية)